# 算数の友
算数の友(さんすうのとも)は愛知教育文化振興会が発行する算数ドリルである。算数の友は啓林館の算数の教科書をもとに作成されている。

## 地域
主に算数の友は愛知県の三河地区で使用されている。

## 値段・サイズ
全てB5サイズになっている。基本的には税金によって無料で配布されるが、汚損した場合は自分で購入することになる。